# Rubus adenothallus
Rubus adenothallus är en rosväxtart som beskrevs av Wilhelm Olbers Focke. Rubus adenothallus ingår i släktet rubusar, och familjen rosväxter. Inga underarter finns listade i Catalogue of Life.